# Atuagagdliutit/Grønlandsposten
Atuagagdliutit/Grønlandsposten (gren. Wolna gazeta lub Dystrybuowany materiał do czytania), często skracane do AG – grenlandzka gazeta publikowana na całym obszarze tego terytorium. Ukazywała się we wtorki i czwartki. Została założona w 1861 i początkowo nosiła nazwę Atuagagdliutit. Jej twórcą był geolog Hinrich Johannes Rink i była pierwszą gazetą w języku grenlandzkim. Na początku istnienia była jedynym grenlandzkim źródłem informacji o świecie. 
Gazeta została sfinansowana przez rząd Danii. Pierwszy numer ukazał się 1 stycznia 1861 roku. Miała 8 stron dużego formatu (ang. broadsheet), podzielonych na 16 kolumn. Pionierskim w skali Europy przedsięwzięciem były ilustracje: drzeworyty, rysunki i akwarele, zamieszczane tematycznie przy tekstach, drukowane w kolorze. Nakład wynosił 300 egzemplarzy, a gazeta była bezpłatna.
Około 1914 roku zaczęto umieszczać reklamy, a w 1952 wprowadzono abonament na niektóre treści. W tym samym roku gazeta połączyła się z duńskojęzycznym Grønlandsposten. Od tego momentu nazywała się Atuagagdliutit/Grønlandsposten i była wydawana w dwóch językach. Od 1970 była częściowo własnością prywatną, a częściowo rządową. W 1975 stała się całkowicie prywatna, a w 1986 rząd przerwał dotacje na rzecz gazety. Od 1974 była wydawana jako tygodnik (wcześniej jako miesięcznik), od 1988 była publikowana raz na trzy tygodnie, a od 1993 jest dwutygodnikiem.
W 2000 nakład gazety wynosił ok. 4000 egzemplarzy. W 2004 nie uległ on zmianie.
W 2009 gazeta zmieniła swój adres internetowy na ag.gl, a 1 stycznia 2010 połączyła się z Sermitsiaq i od tego momentu jest publikowana pod tą nazwą w dwóch językach.

## Pierwsi redaktorzy gazety
- Rasmus Berthelsen (1861-1874)
- Lars Møller (1874-1922)
- Kristoffer Lynge (1922-1952)
- ? (1952-1962)
- Jørgen Fleischer (1962-1987)